# Anders Heine Jensen
Anders Heine Jensen er tidligere administrerende CEO af MTH Group, og før det CEO af BWSC. (Burmeister & Wain Scandinavian Contractor)
Han er uddannet som maskiningeniør.

## Privatliv
Anders bor i Nordsjælland med sin familie, som består af: Bettina Møllemand (hustru) Augusta Jensen, Laurits Jensen og Niels Jensen.